# Ed Wood
Edward Davis Wood, Jr. (Poughkeepsie, Nueva York, 10 de octubre de 1924-Hollywood, 10 de diciembre de 1978), más conocido como Ed Wood, fue un director, productor, guionista, editor y actor de cine estadounidense, que quedó definido tras su muerte como el peor director de todos los tiempos, gracias a la dirección desastrosa de películas como Glen o Glenda (1953), Bride of the Monster (1955), Night of the Ghouls (1958) y Plan 9 from Outer Space (1959). Actualmente es valorado como «director de culto» y es considerado como el precursor del subgénero de serie Z.
En las décadas de 1960 y 1970, se movió hacia las películas semi-pornográficas, y escribió más de 80 novelas de crimen, terror y sexo. Fue notable por su estética camp, errores técnicos, efectos especiales poco sofisticados, material de archivo poco adecuado, elenco excéntrico, historias idiosincrásicas y diálogos sin sentido. Las películas de Wood permanecieron en gran medida ocultas por décadas, hasta que se le otorgó póstumamente un premio, un Golden Turkey Awards, al peor director de todos los tiempos en 1980, renovando el interés del público en su vida y obra.
En 1994 Tim Burton rodó una película sobre sus inicios en el mundo del cine, Ed Wood, con Johnny Depp como protagonista.

## Biografía
Nacido en Poughkeepsie (Nueva York), en 1924. El padre de Wood trabajaba como custodio en la Oficina Postal de los Estados Unidos y su familia se mudó varias veces por todo Estados Unidos. Durante su infancia, Wood se interesó por las artes escénicas y la ficción pulp. Coleccionaba cómics y revistas pulp y adoraba las películas de terror, del Lejano Oeste, los seriales y el ocultismo. Buck Jones y Bela Lugosi fueron dos de sus primeros ídolos de la infancia. A menudo se saltaba la escuela para ver películas en el cine local, donde el personal del cine solía tirar a la basura fotogramas de las películas de la semana anterior, lo que le permitía a Wood rescatar las imágenes y añadirlas a su extensa colección.
En 1936, cuando cumplió 12 años, Wood recibió como regalo su primera cámara de cine, una Kodak "Cine Special". Una de sus primeras imágenes mostraba al dirigible Hindenburg sobrevolando el río Hudson en Poughkeepsie, poco antes de su desastroso accidente en Lakehurst (Nueva Jersey). Uno de los primeros trabajos remunerados de Wood fue como acomodador de cine, y también cantaba y tocaba la batería en una banda. Posteriormente, formó un cuarteto llamado "Eddie Wood's Little Splinters" en el que cantaba y tocaba varios instrumentos de cuerda. 
En 1942 Wood se alistó a los 17 años en el Cuerpo de Marines de los Estados Unidos, solo unos meses después del ataque a Pearl Harbor. Asignado al 2.º Batallón de Defensa, alcanzó el rango de cabo antes de ser dado de baja en 1946 a los 21 años. Aunque, según se informa, Wood afirmó haber enfrentado un combate extenuante, incluido el hecho de que un soldado japonés le hubiera arrancado los dientes frontales, sus registros militares revelan que eso es falso, aparte de recuperar cuerpos en Betio después de la Batalla de Tarawa y experimentar bombardeos japoneses menores en Betio y las islas Ellice. Una infección recurrente de filariasis lo dejó realizando trabajo de oficina durante el resto de su alistamiento, hasta que fue licenciado con honores. Sus extracciones dentales fueron realizadas durante varios meses por dentistas de la Marina, sin conexión con ningún combate. Wood tenía dentadura postiza que se sacaba de la boca cuando quería hacer reír a su esposa Kathy, mostrándole una gran sonrisa desdentada. Wood afirmó más tarde que temía ser herido en batalla más que ser abatido, principalmente porque tenía miedo de que un médico de combate lo descubriera usando un sujetador y bragas rosas debajo de su uniforme durante la Batalla de Tarawa. Según su segunda esposa, Kathy O'Hara, la madre de Wood, Lillian, lo vestía con ropa de niña en su infancia porque siempre había querido una hija (Wood tenía un hermano, varios años menor que él). Durante el resto de su vida, Wood se travistió, fascinado por la sensación de la angora en su piel al usar jerseys y chaquetas femeninas de ese material. Recibió las estrellas de plata y bronce, dos corazones púrpura y la medalla al tirador certero.

## Trayectoria

### Debut en el cine

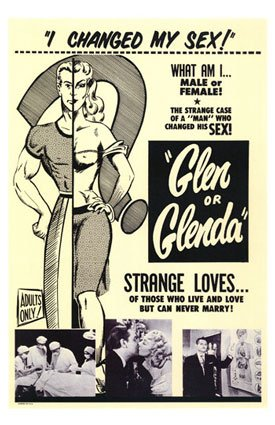
Cartel de la película Glen or Glenda de 1953. Primera película de Wood.

En 1947, Wood se mudó a Hollywood, California, donde escribió guiones y dirigió pilotos de televisión, anuncios comerciales y varios westerns de mínimo presupuesto olvidados, la mayoría de los cuales no lograron venderse. El biógrafo de Wood, Rudolph Grey, afirma que Ed Wood hizo aproximadamente 125 comerciales para películas Story-Ad y aproximadamente 30 comerciales para Play-Ad Films, además de algunos comerciales para "Pie-Quick". 
En 1948, Wood escribió, produjo, dirigió y protagonizó The Casual Company, una obra derivada de su propia novela inédita que se basaba en su servicio en el Cuerpo de Marines de los Estados Unidos. Se estrenó en el Village Playhouse con críticas negativas el 25 de octubre. Ese mismo año, escribió y dirigió un western de bajo presupuesto llamado Crossroads of Laredo, también llamada The streets of Laredo, una especie de western de treinta minutos al que Ed pretendía añadir música después, lo que finalmente nunca hizo. En 1949, Wood y Thomas actuaron juntos en una obra llamada The Blackguard Returns en el Gateway Theatre (Wood interpretó al sheriff y Thomas fue el villano). Wood se unió al Screen Actors Guild en 1951 y trabajó muy brevemente como especialista, entre otras cosas. Al escribir, Wood usó varios seudónimos diferentes, incluidos Ann Gora (en referencia a Angora, su tela favorita) y Akdov Telmig (la ortografía al revés de su bebida favorita, el vodka gimlet).
A finales de la década de 1940 encontró trabajo en los estudios Universal y trabó amistad con Lou Costello, Tony Curtis y Danny Kaye. Siguió realizando pequeños trabajos y se enamoró de una muchacha rubia llamada Dolores Fuller. Dolores actuaría después en dos películas de Ed Wood, Jail Bait y Glen o Glenda. 
Tras varios intentos fallidos, finalmente conoció a Alex Gordon, con quien escribió algunos guiones de bajo nivel y que finalmente, en 1952, le ayudó a conocer a Béla Lugosi, famoso actor de películas de terror durante los años 1930, entre cuyos papeles cabe destacar el de Drácula y que ya en su etapa crepuscular y tras hacerse amigo de Ed, participaría en sus primeras películas. El hijo de Lugosi, Bela Lugosi Jr., ha estado entre los que sintieron que Wood explotó el estrellato de Lugosi padre, aprovechándose del actor en decadencia cuando no podía permitirse el lujo de rechazar ningún trabajo. Sin embargo, la mayoría de los documentos y entrevistas con otros asociados de Wood en Nightmare of Ecstasy sugieren que Wood y Lugosi eran amigos genuinos y que Wood ayudó a Lugosi en los peores días de su depresión clínica y adicción. Lugosi se había vuelto dependiente de la morfina como una forma de controlar su ciática debilitante a lo largo de los años, y estaba en un mal estado mental causado por su reciente divorcio.
El primer film importante de Wood fue Glen o Glenda, un docudrama semiautobiográfico, el debut cinematográfico de Ed en 1953 y la única película no producida por él mismo. En ella se trataba el controvertido tema del travestismo, en una época en la que este tema no estaba muy de actualidad. Para que el productor George Weiss financiara la película, Wood lo convenció de que él era un travesti.
En 1953, Wood escribió y dirigió un espectáculo teatral para Lugosi llamado The Bela Lugosi Review (una parodia de Drácula) que se presentó en el Silver Slipper en Las Vegas. Cuando Lugosi apareció en el programa de televisión You Asked For It ese mismo año, anunció que Ed Wood estaba produciendo un programa de televisión del Dr. Acula para él, pero nunca se materializó. Wood actuó como entrenador de diálogo de Lugosi cuando apareció como estrella invitada en The Red Skelton Show en 1954, junto a Lon Chaney Jr. y Vampira (también conocida como Maila Nurmi).
Su segunda película, Jail Bait (1954), originalmente titulada The Hidden Face, fue un filme de cine negro en el que se trataban temas como la cirugía plástica, Wood coprodujo y dirigió la película junto con su coguionista/compañero de habitación Alex Gordon, y la protagonizaron Herbert Rawlinson (como el cirujano plástico), Lyle Talbot, Dolores Fuller, Timothy Farrell, Theodora Thurman y Steve Reeves (en uno de sus primeros trabajos como actor). Se suponía que Bela Lugosi interpretaría el papel principal del cirujano plástico, pero estaba ocupado con otro proyecto cuando comenzó el rodaje y tuvo que retirarse. Su sustituto, Herbert Rawlinson, murió el día después de filmar sus escenas. El distribuidor Ron Ormond cambió el título de The Hidden Face a Jail Bait justo antes de estrenarla.
Wood produjo y dirigió la película de terror Bride of the Monster (1955, originalmente titulada Bride of the Atom o The Monster of the Marshes), basada en una idea de Alex Gordon que originalmente había llamado The Atomic Monster.  Protagonizada por Bela Lugosi como el científico loco, el luchador sueco Tor Johnson como el sirviente mudo "Lobo", Paul Marco, Billy Benedict ("Whitey" de The Bowery Boys), Harvey B. Dunn y Loretta King. Poco después de que se completara la película, Bela Lugosi se internó en el Norwalk State Hospital durante tres meses, para recibir tratamiento por su adicción a la morfina. La película se estrenó el 11 de mayo de 1955 en el teatro Paramount de Hollywood mientras Lugosi estaba ingresado, pero se organizó una proyección especial para él después de su salida, lo que le agradó mucho.
En 1956, Wood escribió el guion (sin acreditar) de la película The Violent Years (originalmente titulada Teenage Girl Gang), que fue dirigida por William M. Morgan, protagonizada por la modelo de Playboy Jean Moorhead, Timothy Farrell y la estrella de la serie I. Stanford Jolley (como juez).
Wood comenzó a filmar una película sobre delincuencia juvenil llamada Rock and Roll Hell (también conocida como Hellborn) en 1956, pero el productor George Weiss canceló el proyecto después de que solo se hubieran completado diez minutos de metraje. El amigo de Wood, Conrad Brooks, compró el metraje a Weiss, y algunas escenas se incorporaron más tarde como metraje de archivo en la película posterior de Wood, Night of the Ghouls (1959). (Los diez minutos de metraje completos se lanzaron más tarde completos en VHS en 1993, como Hellborn).

### Plan 9 del espacio exterior

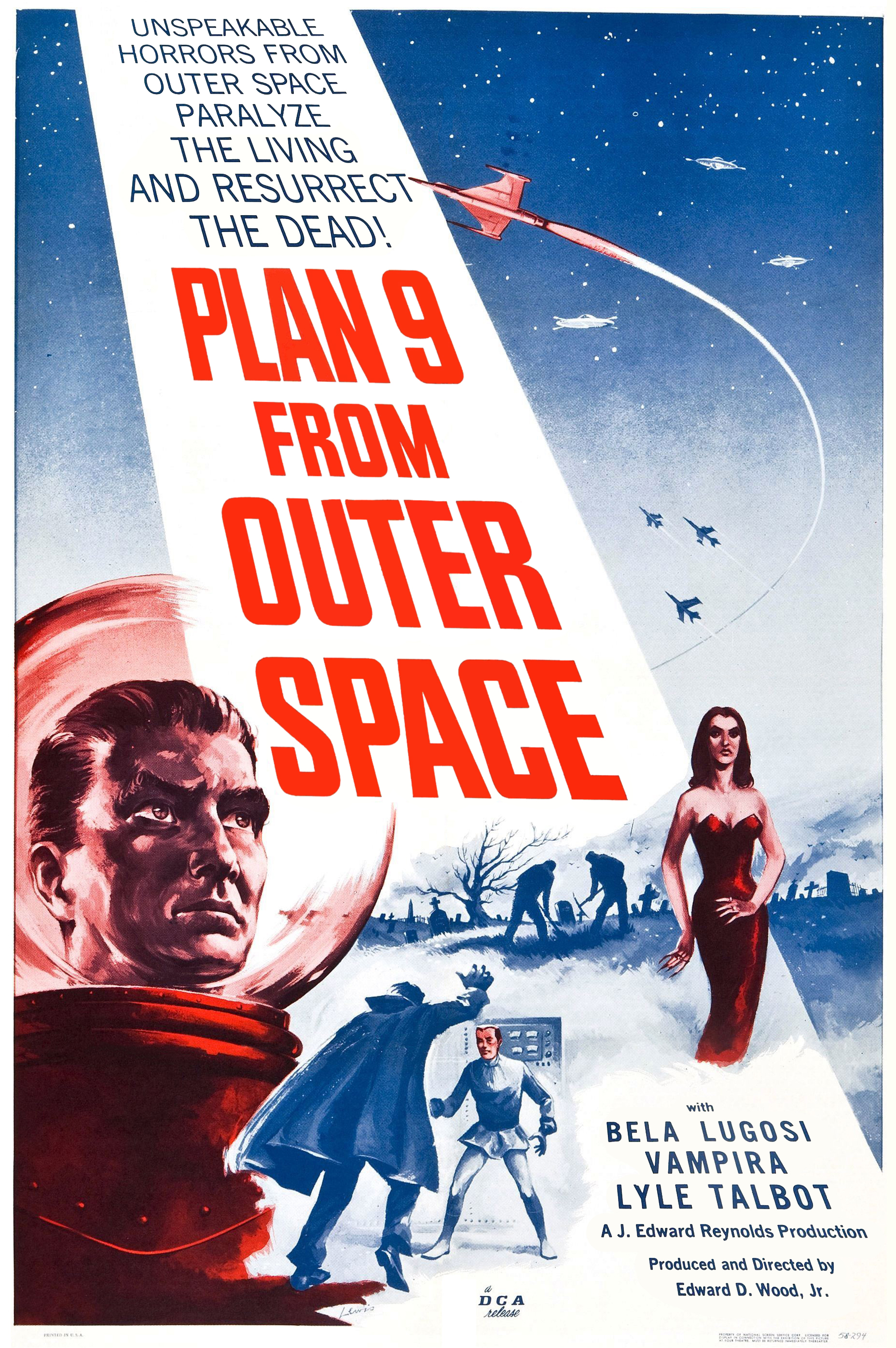
Cartel promocional del film Plan 9 del espacio exterior, considerada como la peor película de todos los tiempos y considerada el primer film de serie Z.

A finales de 1956, Wood coprodujo, escribió y dirigió su obra de ciencia ficción Plan 9 from Outer Space (su guion se tituló originalmente Grave Robbers from Outer Space), en la que aparecía Bela Lugosi en un pequeño papel (Aunque Lugosi murió en agosto de 1956 antes de que comenzara la producción, Wood utilizó imágenes que había filmado de Lugosi entre 1955 y 1956). La película también estaba protagonizada por Tor Johnson, Vampira (Maila Nurmi), Tom Mason (que hizo de doble de Lugosi en algunas escenas) y Amazing Criswell como narrador de la película. Plan 9 se estrenó el 15 de marzo de 1957 en el Teatro Carlton de Hollywood, y más tarde se estrenó en general en julio de 1958 (retitulada Plan Nine from Outer Space) en Texas y varios otros estados del sur. Finalmente se vendió a la televisión nocturna en 1961, encontrando así su audiencia a lo largo de los años. Se convirtió en la película más conocida de Wood y encontró seguidores de culto en 1980 cuando Michael Medved declaró esta película "la peor película jamás realizada" en su libro The Golden Turkey Awards. El filme narraba que unos extraterrestres ponen en marcha el Plan 9 para convertir cadáveres en zombis asesinos. La razón es que los humanos ponen el equilibrio de la galaxia en peligro con sus invenciones bélicas, concretamente con la bomba atómica y la «solaronita», un explosivo todavía no inventado que destruirá el sol y el resto de la galaxia.

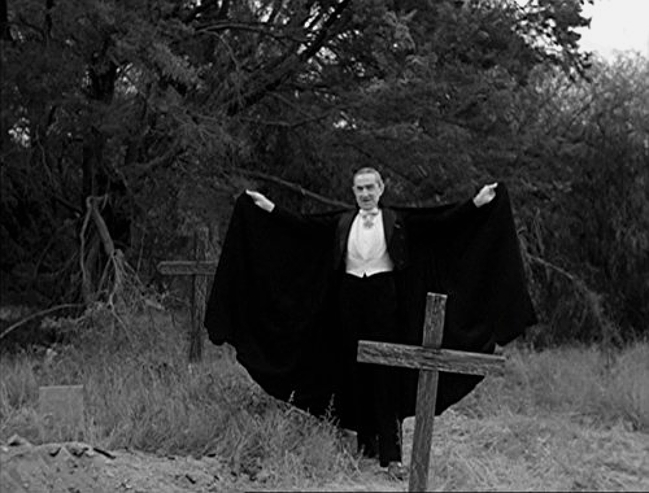
Béla Lugosi en su último papel en el mítico film de 1956 Plan 9 del espacio exterior. Lugosi fue el actor fetiche de Wood, con quien trabajó y entabló una estrecha amistad.

### Últimos trabajos
En 1959 rodó la película Night of the Ghouls, la secuela de La novia del monstruo, la cual no consiguió estrenar en vida, teniendo que esperar hasta ser editada en vídeo doméstico en 1984. En ella podemos ver de actor a Criswell, un psíquico estadounidense ampliamente conocido en la época por sus imprecisas predicciones. Esta película tiene momentos memorables como "cadáveres" que son esqueletos de plástico o la aparición de un demonio que es un hombre negro con un salacot. 
En 1960 estrenó la única película que dirigió en la década de los 60, The Sinister Urge, que trata la historia de una pareja que produce películas pornográficas, y de un maníaco sexual que asesina mujeres inspirado por esas películas.
Tras este film se dedicó a realizar películas semi-pornográficas como Death of a travestite. Estas películas no fueron tan conocidas como las anteriores.
Continuaba escribiendo, pero todo lo que ganaba se lo gastaba en bebida. Se mudó a una barriada de Los Ángeles y cuando no pudo pagar el alquiler acabó en casa de un amigo. Llegó a vender su máquina de escribir para conseguir alcohol. A medida que se alejaba de Hollywood su sueño se perdía. Murió a los 54 años, enfermo por la bebida y totalmente arruinado. Wood fue incinerado y sus cenizas fueron esparcidas en el mar. La esposa de Wood, que nunca se volvió a casar, murió el 26 de junio de 2006. 
Al momento de su muerte, en 1978, Ed Wood había quedado en el olvido, hasta que en 1980, se publicó un libro titulado The Golden Turkey Awards, que lo definía como el peor director de cine de todos los tiempos.

## Su vida llevada al cine

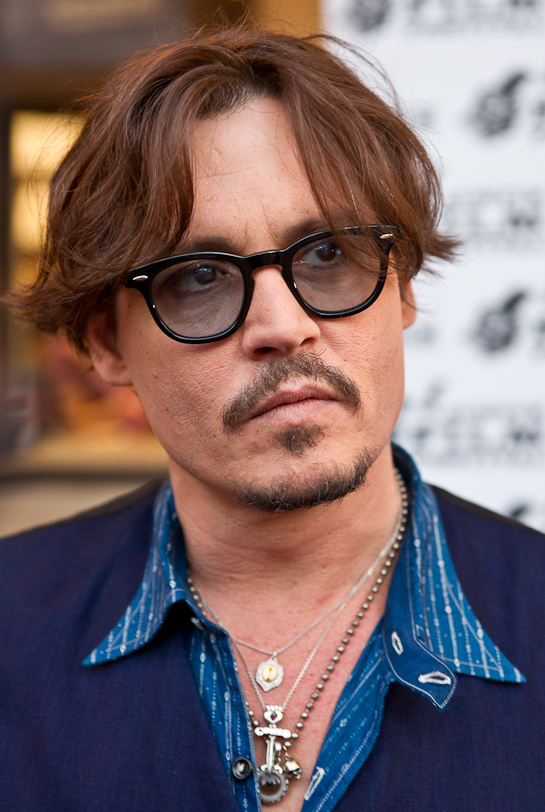
Johnny Depp en 1994 interpretó el papel del mítico director; lo que le valió una nominación a los Globos de Oro.

En 1994, Tim Burton dirigió el filme Ed Wood, protagonizado por Johnny Depp y que contaría con la participación de Sarah Jessica Parker, Martin Landau, Bill Murray, Jeffrey Jones, Lisa Marie Smith, Patricia Arquette, Juliet Landau y Vincent D'Onofrio en el reparto. La historia nos muestra a un joven Ed Wood con enormes problemas para encontrar financiamiento para sus películas. Ayudado por un grupo de excéntricos pero leales personajes, en especial del actor húngaro Béla Lugosi, Wood verá cumplido su sueño de dirigir películas de cine. Fue rodada en blanco y negro por decisión personal de Burton, ya que Bela Lugosi había hecho pocas películas en color, además de estar popularmente asociado a los filmes que rodó en blanco y negro, y Burton deseaba que siguiera siendo así.
La historia narra la vida del director Ed Wood en los años en los que empezó a rodar sus primeros largometrajes, recogiendo los rodajes de sus películas Glen o Glenda, La novia del monstruo y la obra cumbre del director, Plan 9 from Outer Space.
La personalidad de Ed Wood (papel por el que Depp estuvo nominado al Globo de Oro), es retratada de forma muy minuciosa, mostrando al director como una persona alegre, simpática, soñadora, luchadora, con una enorme ambición de hacer cine contrastada al mismo tiempo con una cierta falta de talento para ello. La relación entre Lugosi (papel por el que Martin Landau ganó el Óscar al mejor actor de reparto) y Wood es uno de los puntos fuertes de la película, mostrando una intensa amistad e idolatría entre ambos, sentimiento con el que Burton se sentía identificado debido a su similar relación con Vincent Price.

## Legado y homenajes
En 1996, el reverendo Steve Galindo de Seminole, Oklahoma, creó una religión legalmente reconocida con Wood como su salvador oficial. Fundada como una broma, la Iglesia de Ed Wood ahora cuenta con más de 3.500 seguidores bautizados. Los Wooditas, como se llama a los seguidores de Galindo, celebran "Woodmas" el 10 de octubre, que era el cumpleaños de Wood. Numerosas fiestas y conciertos se llevan a cabo en todo el mundo para celebrar Woodmas. El 4-5 de octubre de 2003, el presentador de películas de terror Mr. Lobo fue canonizado como el "Santo Patrón de los presentadores de películas nocturnas y los insomnes" en la Iglesia de Ed Wood.
En 1997, la Universidad del Sur de California comenzó a celebrar un Festival de Cine Ed Wood anual, en el que los equipos de estudiantes tienen el reto de escribir, filmar y editar un cortometraje inspirado en Ed Wood basado en un tema preasignado. Algunos de los temas han incluido Rebel Without a Bra (2004), What's That in Your Pocket? (2005) y Slippery When Wet (2006).

## Colaboradores

### Actores
|                 | Glen or Glenda | Crossroad Avenger | Jail Bait | Bride of the Monster | Final Curtain | Plan 9 from Outer Space | Night of the Ghouls | The Sinister Urge | Take It Out in Trade | Crossroads of Laredo | Total |
| --------------- | -------------- | ----------------- | --------- | -------------------- | ------------- | ----------------------- | ------------------- | ----------------- | -------------------- | -------------------- | ----- |
| Criswell        |                |                   |           |                      |               | No                      | No                  |                   |                      |                      | 2     |
| Carl Anthony    |                |                   |           |                      |               | No                      |                     | No                |                      |                      | 2     |
| Conrad Brooks   | No             |                   | No        | No                   |               | No                      | No                  | No                |                      |                      | 6     |
| Kenne Duncan    |                | No                |           |                      |               |                         | No                  | No                |                      |                      | 3     |
| Harvey B. Dunn  |                | No                |           | No                   |               |                         | No                  | No                |                      |                      | 4     |
| Timothy Farrell | No             |                   | No        |                      |               |                         |                     |                   |                      |                      | 2     |
| Dolores Fuller  | No             |                   | No        | No                   |               |                         |                     |                   |                      | No                   | 4     |
| Tor Johnson     |                |                   |           | No                   |               | No                      | No                  |                   |                      |                      | 3     |
| Tom Keene       |                | No                |           |                      |               | No                      |                     |                   |                      |                      | 2     |
| Bela Lugosi     | No             |                   |           | No                   |               | No                      |                     |                   |                      |                      | 3     |
| Dudley Manlove  |                |                   |           |                      | No            | No                      |                     |                   |                      |                      | 2     |
| Paul Marco      |                |                   |           | No                   |               | No                      | No                  |                   |                      |                      | 3     |
| Tom Mason       |                |                   |           |                      |               | No                      | No                  |                   |                      |                      | 2     |
| Duke Moore      |                |                   |           |                      | No            | No                      | No                  | No                | No                   | No                   | 6     |
| Bud Osborne     |                | No                | No        | No                   |               |                         | No                  |                   |                      |                      | 4     |
| Lyle Talbot     | No             | No                | No        |                      |               | No                      |                     |                   |                      |                      | 4     |
| Ed Wood         | No             | No                |           |                      |               | No                      | No                  | No                | No                   |                      | 6     |

## Filmografía

### Como director

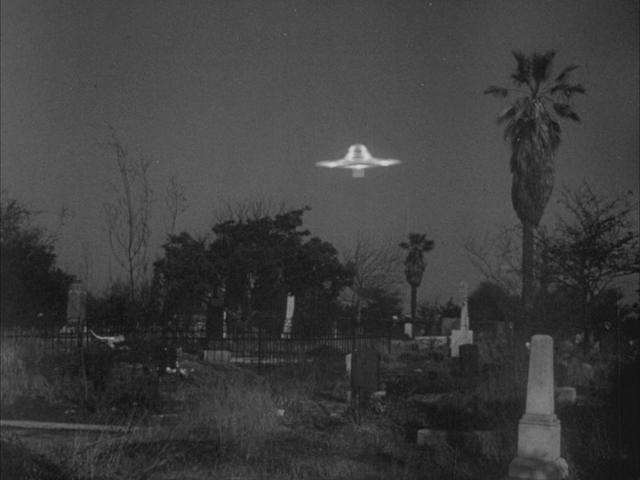
Fragmento de la mítica cinta Plan 9 del espacio exterior. Los pobres efectos especiales son una de las enseñas de esta película.

- 1948: The Streets of Laredo  (o Crossroads of Laredo)
- 1951: The Sun as Setting
- 1953: Trick Shooting with Kenne Duncan
- 1953: Glen o Glenda
- 1953: Crossroad Avenger : The Adventures of the Tucson Kid
- 1953: Boots
- 1954: Jail Bait
- 1955: Bride of the Monster
- 1957: The Night the Banshee Cried
- 1957: Final Curtain
- 1958: Night of the Ghouls
- 1959: Plan 9 from Outer Space
- 1959: The Revenge of the Dead (o Night of the ghouls)
- 1960: The Violent Years
- 1961: The Sinister Urge
- 1965: Orgy Of The Dead
- 1970: Excited (bajo el seudónimo de Akdov Telmig)
- 1970: Take It Out Trade
- 1971: Necromania

### Como actor
- 1948: The Streets of Laredo
- 1950: The Baron of Arizona
- 1953: Glen o Glenda
- 1953: Croosward Avenger
- 1954: Jail Bait
- 1958: Plan 9 from Outer Space
- 1961: The Sinister Urge
- 1969: The Love Feast
- 1970: Take It Out In Trade
- 1970: The Sensuous Wife
- 1974: Five Loose Women
- 1977: Meatcleaver Massacre